# Linazay
Linazay é uma comuna francesa na região administrativa da Nova Aquitânia, no departamento de Vienne. Estende-se por uma área de 9,14 km². Em 2010 a comuna tinha 224 habitantes (densidade: 24,5 hab./km²).